# Stradunia (Opole)
Pour les articles homonymes, voir Stradunia.
Stradunia est une localité polonaise de la gmina de Walce, située dans le powiat de Krapkowice en voïvodie d'Opole.